# Tambinia inconspicua
Tambinia inconspicua är en insektsart som beskrevs av William Lucas Distant 1906. Tambinia inconspicua ingår i släktet Tambinia och familjen Tropiduchidae. Inga underarter finns listade i Catalogue of Life.